# Relaciones Argentina-Camboya
La República Argentina no cuenta con un representante localizado en Camboya. El representante de la Argentina ante el Reino de Camboya es el embajador de la República Argentina en Tailandia. La embajadora argentina concurrente en el Reino de Tailandia es Ana María Ramírez.

## Historia

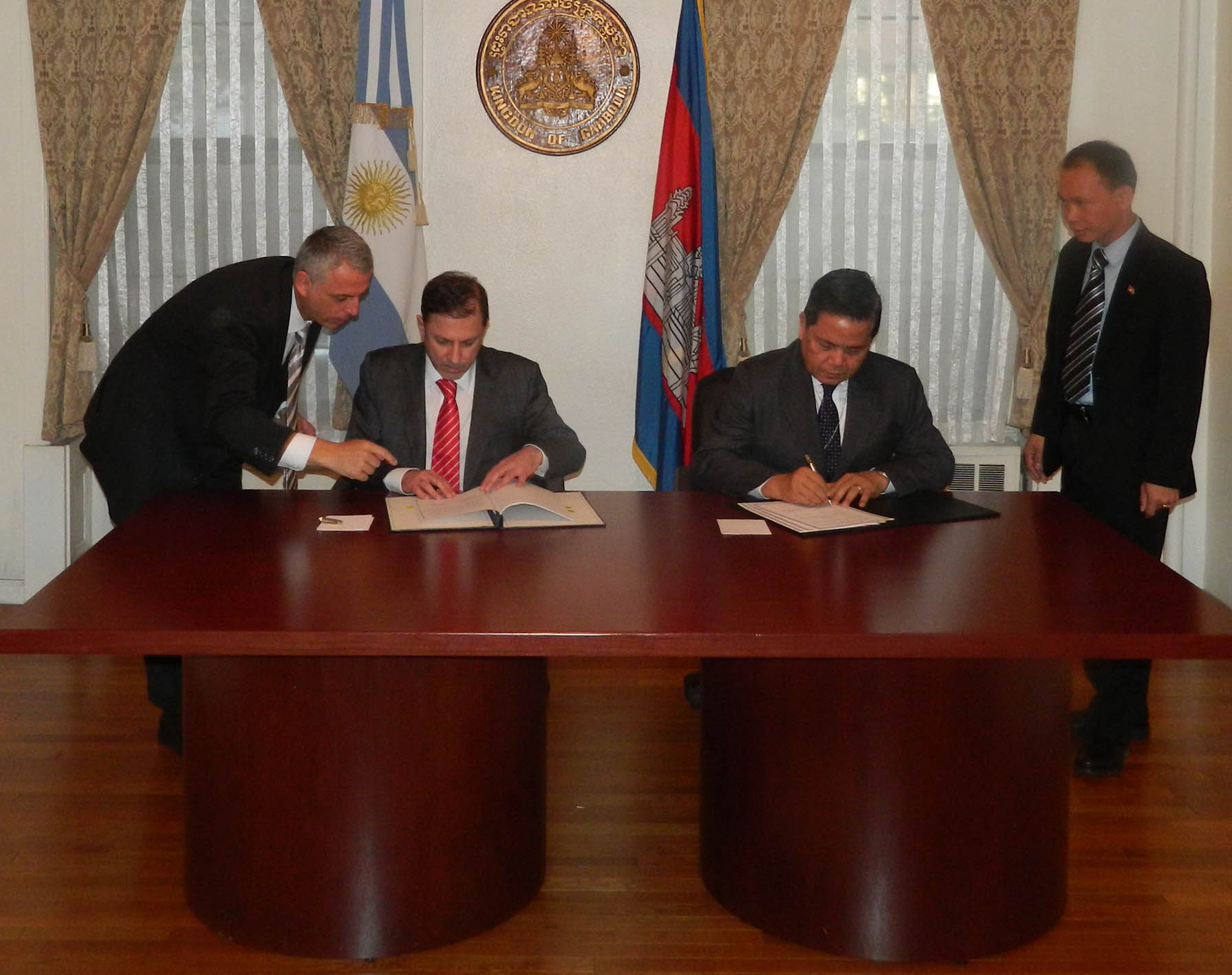
El Vicecanciller argentino Eduardo Zuaín en una reunión con su par de Camboya, Ouch Borith, en 2012.

### Visita bilateral de una delegación de Camboya a Argentina de 2012
Desde el 3 y hasta el 11 de diciembre de 2012, una delegación de funcionarios enviados por el gobierno de Camboya realizaron la tercera visita a la Argentina, con el objetivo de progresar en la elaboración de proyectos conjuntos. Con el objetivo del desarrollo agrícola camboyano, los funcionarios de aquel país hicieron visitas de trabajo a distintos centros productivos y de investigación ubicados en las provincias de Buenos Aires, Entre Ríos, Corrientes y Chaco.

### Visita bilateral de 2014
Altos funcionarios camboyanos y argentinos se reunieron en Phnom Penh el lunes 25 de agosto de 2014 para discutir formas de promover los lazos y la cooperación en beneficio mutuo. La reunión se realizó entre el Secretario de Relaciones Exteriores de Camboya, Ouch Borith, y la Subsecretaria de Política Exterior de la Argentina, la embajadora María Carolina Pérez Colman. En declaraciones a los periodistas después de la reunión, Borith dijo que ambas naciones estaban trabajando juntas para elaborar un Memorando de Entendimiento. Por su parte, Pérez Colman afirmó que Argentina estaba dispuesta a fortalecer y ampliar las relaciones y la cooperación con Camboya y que se comprometía a alentar a más argentinos a visitar Camboya. Después de la reunión, Carolina Pérez Colman hizo una visita de cortesía al Vice primer ministro de Camboya y Ministro de Relaciones Exteriores Hor Namhong.

### Otros antecedentes históricos
Previa a estas visitas unilaterales, uno de los pocos antecedentes relevantes que hicieron vincular a estos dos países, aunque no de manera directa entre ambos estados, es la estrecha relación entre el Partido Comunista de Kampuchea durante el régimen de los Jemeres rojos con la Vanguardia Comunista argentina. En julio de 1978 un grupo de delegados de la Vanguardia Comunista, encabezado por Roberto Cristina, viajó hacia Camboya y fueron recibidos por el líder camboyano Pol Pot.